# Robert Townsend
Robert Townsend (Chicago, 6 febbraio 1957) è un attore, regista e sceneggiatore statunitense.

## Filmografia parziale

### Cinema
Regista, sceneggiatore e attore
- Hollywood Shuffle (1987)
- The Five Heartbeats (1991)
- The Meteor Man (1993)
- Vita da principesse (B*A*P*S) (1997)
- Black Listed (2003)

Regista
- Nudo e crudo (Eddie Murphy Raw) (1987)
- Carmen: A Hip Hopera (2001)
- Phantom Punch (2008)
- In the Hive (2012)

Attore
- Strade di fuoco (Streets of Fire), regia di Walter Hill (1984)
- Storia di un soldato (A Soldier's Story), regia di Norman Jewison (1984)
- Il vincitore (American Flyers), regia di John Badham (1985)
- Jamaica Cop (The Mighty Quinn), regia di Carl Schenkel (1989)

### Televisione
- Storie incredibili (Amazing Stories) - serie TV, episodio 2x15 (1987)
- Townsend Television (1993)
- The Parent 'Hood (1995-1999) - ideatore e attore
- Jackie's Back! (1999) - film TV; regista
- Papà, non so volare! (Up, Up, and Away) (2000) - film TV; regista e attore
- Una drag queen come mamma (Holiday Heart) (2000) - film TV; regista
- 10,000 Black Men Named George (2002) - film TV; regista
- I Was a Teenage Faust, regia di Thom Eberhardt (2002) - film TV; attore
- The Bear - serie TV, 4 episodi (2023); attore